# Tandzut (ort)
Tandzut är en ort i Armenien.   Den ligger i provinsen Armavir, i den västra delen av landet, 40 kilometer väster om huvudstaden Jerevan. Tandzut ligger 859 meter över havet och antalet invånare är 1 816.
Terrängen runt Tandzut är platt, och sluttar österut. Närmaste större samhälle är Armavir, 9,9 kilometer norr om Tandzut.
Trakten runt Tandzut består till största delen av jordbruksmark. Runt Tandzut är det ganska tätbefolkat, med 248 invånare per kvadratkilometer.